# Scabiosa paphlagonica
Scabiosa paphlagonica är en tvåhjärtbladig växtart som beskrevs av Joseph Friedrich Nicolaus Bornmüller. Scabiosa paphlagonica ingår i släktet fältväddar, och familjen Dipsacaceae. Inga underarter finns listade i Catalogue of Life.